# 사타안다기

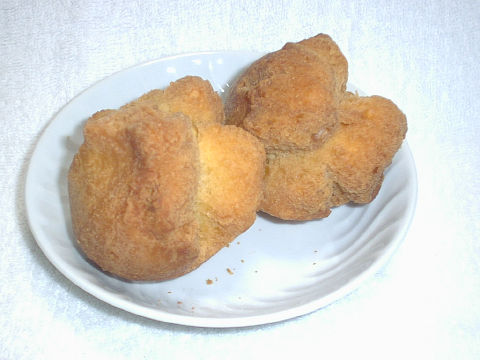
사타안다기

사타안다기(サーターアンダーギー)는 일본 오키나와 요리 중 하나로, 달콤한 튀김 과자이다. 밀가루, 설탕, 달걀을 섞어 반죽해 경단처럼 빚어 튀겨 만든다. 미국의 도넛이나 포르투갈의 말라사다, 네덜란드의 올리볼과 비슷한 요리이며, 하와이에서도 '안다기' (Andagi)란 이름으로 알려져 있다.
오키나와어로 '사타'는 설탕, '안다기'는 튀김 (안다 →기름 + 아기 →튀긴)이란 뜻으로, 일본어로는 '사토아부라아게' (砂糖油揚げ)라고 부른다. '사타안라기'라고도 부르기도 하고, 미야코 제도에서는 '사타팡빙' (さたぱんびん →설탕튀김)이라 부른다. 오키나와 요리의 한 일부를 차지하는 요리로서, 류큐 제도에 중국과 일본의 기술이 혼합되어 전래되면서 생겨난 과자 요리 중 하나다. 사타안다기의 겉은 바삭하고 갈색을 띄는 반면 속은 하얗고 부드러운 식감이다.

## 상세

### 생김새
설탕이 듬뿍 들어가는 튀김 요리이고 안도 비교적 꽉 차있기 때문에, 먹고나면 배를 채울 수 있는 과자이다. 겉은 바삭바삭하고 안은 비교적 촉촉한 식감이다. 시간을 들여 안까지 튀기면 오래 보존할 수 있고, 며칠 정도는 상온에 둘 수 있기 때문에 한번에 대량으로 튀기기도 한다. 가정에서도 튀겨먹지만 오키나와의 길거리 가게나 튀김집에서도 판다. 후자의 경우 백설탕을 쓴 것을 '시로' (白), 흑설탕을 쓴 것을 '쿠로' (黑)라 부른다.
사타안다기의 명확한 기원은 알 수 없으나, 중국에 이와 비슷한 '카이커우샤오' (开口笑)란 과자가 있는 것으로 미뤄보아 이것이 류큐 국 시대에 전래된 것으로 보인다. 다만 카이커우샤오는 5cm의 작은 크기에 표면에 흰색참깨를 뿌리는 것이 일반적인 데 반해, 사타안다기에는 겉에 딱히 뿌리는 것이 없고 크기도 다양하다는 점이 다르다.

### 제조법

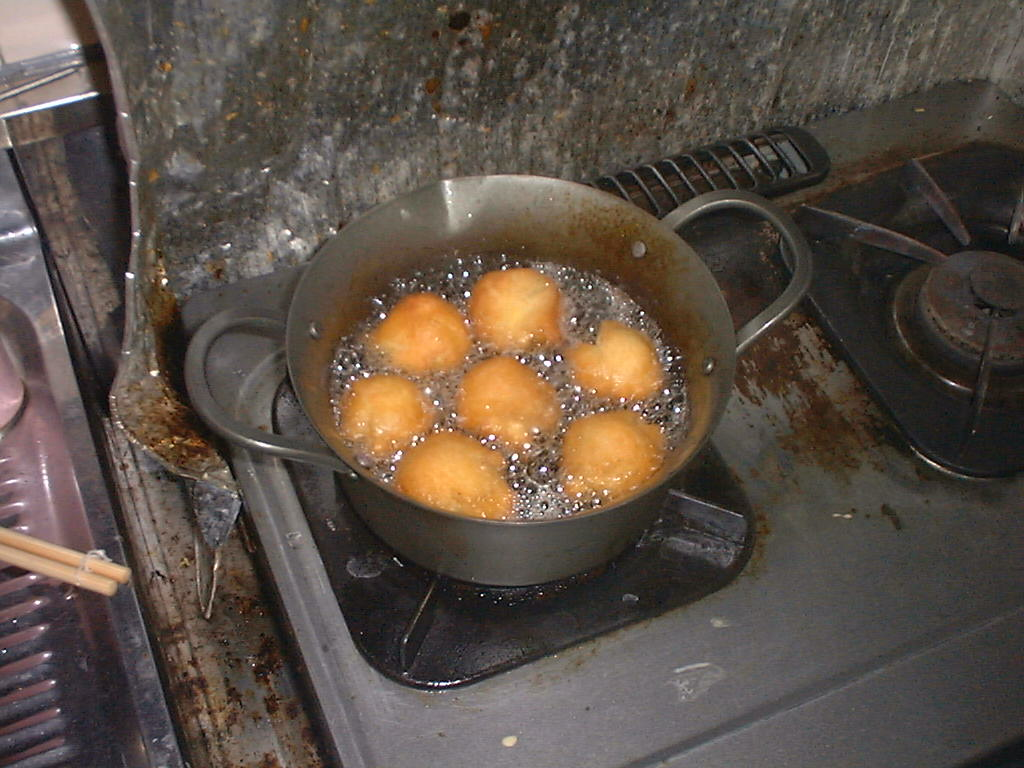
사타안다기를 튀기는 모습

사타안다기의 반죽에는 물을 넣어서는 안 되고, 다만 달걀은 많이 들어가도 된다. 사타안다기 믹스가루 500g 분량이면 달걀 세 개 정도가 적당하다. 여기서 반죽은 밀가루, 달걀, 설탕 (없으면 흑설탕 등), 베이킹파우더를 좀 느슨한 쿠기반죽 정도로 섞어서, 적당한 크기로 떼어 140~150도의 기름에 몇분간 튀긴다. 낮은 기름온도에서 튀기기 시작해 150도에 이를 때까지 약한 불로 몇분간 천천히 튀기면 성공 확률이 높다.
그냥 설탕이 아닌 흑설탕을 쓰면 꿀맛이 나서 좀 더 맛있어지지만, 덩어리진 흑설탕을 으깨든 아니면 미리 분말로 된 것을 쓰든 따로 준비를 해야되며 시간이 걸린다. 그래서 그밖에 다른 걸 혼합해 넣을 때에는 일반 백설탕이나 누런설탕을 쓰는 경우가 많다. 또 기본 반죽에다 호박, 고구마, 울금 등을 넣어 색을 내기도 한다. 오키나와 시중에서는 전용 믹스도 판매해 달걀만 넣고 기름에 튀기기만 하면 되기 때문에 집에서 만들 때에는 이것을 써도 되며, 믹스도 흑설탕이나 고구마 등의 종류도 나뉘어 판매하고 있다. 또 오키나와가 아닌 본섬에서도 오키나와 요리에 대한 관심이 높아지면서 종종 찾아볼 수 있게 되었다.

### 민속
사타안다기는 낮은 온도의 기름에 천천히 튀길 때 동그란 표면이 단단해지고, 이후 내부가 부풀면서 표면이 갈라지게 된다. 그런 모습이 사람이 환히 웃는 모습, 또는 꽃이 활짝 핀 모습을 닮았다고 하여, 운을 부르는 과자로 취급되어 각종 행사 등에서 튀겨서 내기도 한다. 여기서 나오는 사타안다기는 평소의 것보다 큰 12~15 cm 크기로 만들어지기도 한다. 또 장례식이나 제사 등에서 내올 때에는 동그란 모양이 아니라 가늘고 긴 막대모양으로 만들어진다.
한편으로 사타안다기는 그 표면이 갈라져 있다는 점에 착안해 오키나와에서는 '여성'을 상징하는 과자이기도 하다. 그래서 약혼식에서는 똑같이 '남성'을 상징하는 가타하랑브와 함께 수북이 담아두고 탁자에 나둬 나누어 먹는 풍습이 있다.